# عنف تصويري

العنف التصويري هو تصوير أعمال العنف في وسائل الإعلام المرئية مثل  الأدب والأفلام والتلفزيون وألعاب الفيديو قد تكون حقيقية، تحاكي الظروف، أو الرسوم المتحركة.
«التصوير» في العنف التصويري  مرادف «واضح»، تشير إلى طبيعة واضحه وبلا حرج من العنف الذي يصور؛ وهذا ما يميز العنف التصويري الحقيقي وهو من أقل أشكال العنف في وسائل الإعلام للإنتاج، بما في ذلك العنف في«الكرتون»  والعنف في «الخيال».

## الخصائص
يتالف العنف التصويري عموما من أي تصوير واضح وغير خاضعة للرقابة من أعمال عنف مختلفة. مشاهد تدرج عادة تشمل القتل، والاعتداء بسلاح القاتل، حوادث مما يسفر عن وفاة أو إصابة خطيرة، والانتحار والتعذيب. وفي جميع الحالات، اجماعه العنف وألحاق الضرر الذي يؤدي إلى أنه يجري وصفها بأنها «رسومات». في مشاهد خيالية، على نحو مناسب عناصر المؤامرة واقعية عادة مضمنة لزيادة الإحساس بالواقعية (أي آثار الدم، سلاح props، المجموعة الاستشارية لإندونيسيا). لكي تكون مؤهلة لتعيين «التصوير»، يجب أن يكون العنف الذي يصور عموما ذات طابع لا سيما تخف ومكشوف؛ مثل: شريط فيديو لرجل يجري إطلاق النار وينزف من الجرح، ويسحق على الأرض.
العنف التصويري  يثير مشاعر قوية، تتراوح بين ودغدغة والإثارة لفظ بالاشمئزاز والرعب، اعتماداً على عقلية المشاهد والأسلوب الذي هو مقدم. أصبحت درجة معينة من العنف التصويري في النوع الكبار «العمل»، ووهى معروضة بطريقة تداول بعناية تثير المشاعر الهدف الديموغرافي دون حمل الاشمئزاز أو اشمئزاز والمبلغ. غالباً ما تستخدم أكثر أعمال العنف الرسم (عامة تدور حول للأنثى) المتطرفة وبشع في الرعب النوع لكي يلهم المشاعر أقوى من الخوف والصدمة (التي يفترض أنها ستسعى عرض الديمغرافية).
هذا موضوع المثير للجدل بشكل كبير ويعتقد الكثيرون أن التعرض للعنف التصويري يؤدي إلى ساتوجه إلى ارتكاب أعمال عنف في شخص. أدى إلى الرقابة في الحالات القصوى، والتنظيم في بلدان أخرى. إحدى الحالات الملحوظة هو إنشاء الولايات المتحدة المجلس تقييم برامج الترفيه في عام 1994. العديد من الدول الآن تتطلب درجات متفاوتة من الموافقة من التلفزيون والسينما والمجالس تقييم البرامج قبل عمل يمكن أن تطلق على الجمهور.

## فيلم
يتم تصنيف الأفلام في العروض المسرحية، باستخدام نظام تصنيف الصور المتحركة، بالاستناد جزئيا إلى مستوى العنف الرسم. البث التلفزيوني، وبالمثل تصنيف باستخدام نظام تصنيف تلفزيون.

## ذكرت وسائل الإعلام
وسائل الإعلام الإخبارية في التلفزيون والفيديو على الإنترنت قد تغطي أعمال العنف. قد سبق التغطية مع تحذير، تفيد أن اللقطات التي قد تكون مثيرة للقلق لبعض المشاهدين.